# Jigal Cohen-Orgad

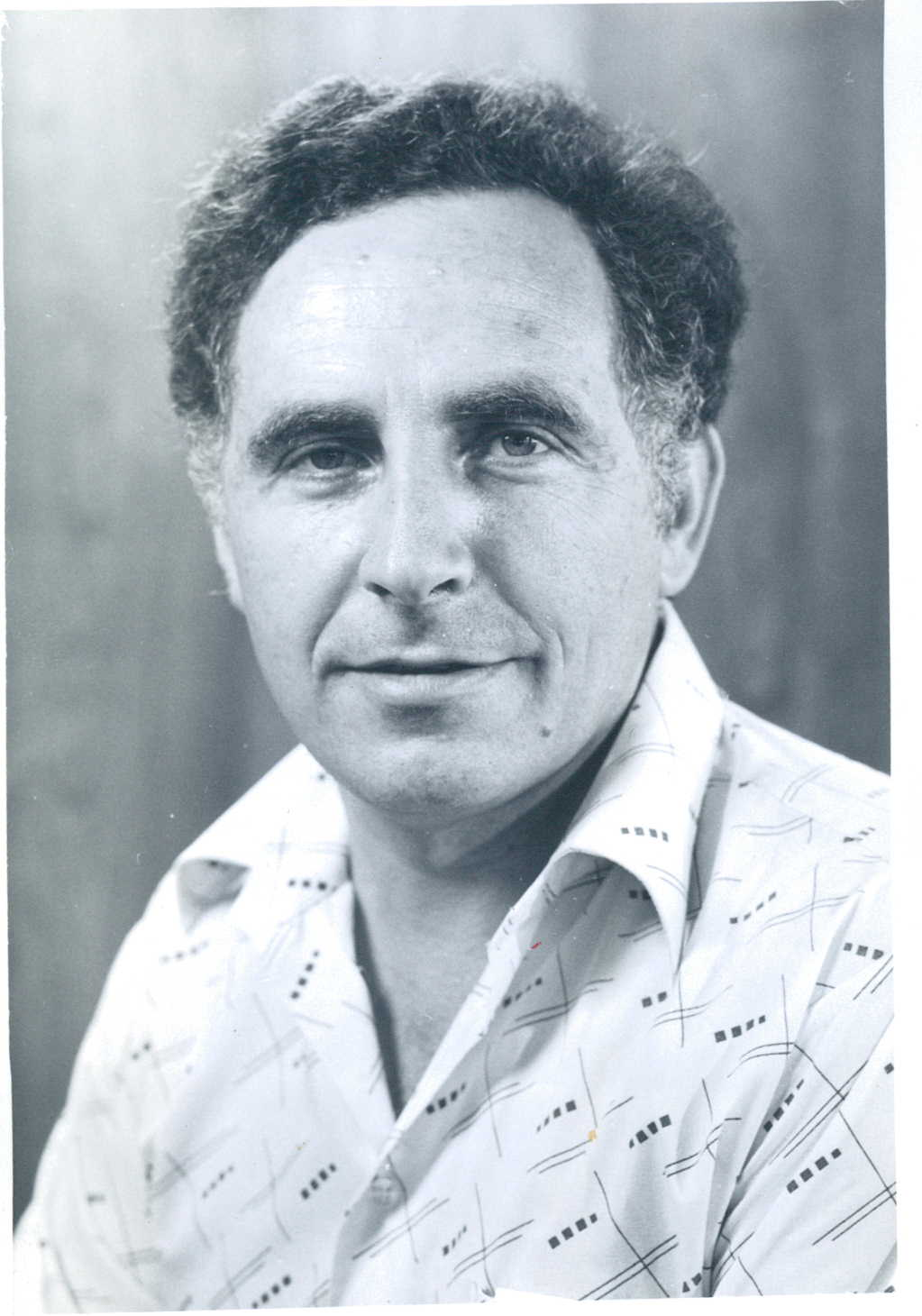
Jigal Cohen-Orgad

Jigal (Yigal) Cohen-Orgad (hebräisch יגאל כהן-אורגד; * 30. August 1937 in Tel Aviv; † 27. August 2019 ebenda) war ein israelischer Politiker und früherer Finanzminister.

## Leben
Nach Besuch einer religiösen Grundschule (Elementary School) und der High School in Tel Aviv absolvierte er ein Studium der Wirtschaftswissenschaften sowie der Pädagogik an der Hebräischen Universität Jerusalem. Bereits in dieser Zeit trat er der Cherut bei sowie dem ihr nahestehenden Jugendverband „B'nai Etzel“, die sich später mit der Betar vereinigte. Nach dem Studium wurde er 1962 Mitarbeiter der Wirtschaftsplanungsbehörde des Finanzministeriums, ehe er selbst eine Firma für Wirtschaftsplanung und Beratung gründete. 1967 verließ er die Cherut und wurde für einige Zeit Mitglied der Partei der freien Mitte (HaMerkas HaChofschi), bevor er zur Cherut zurückkehrte, deren Vorsitzender des Wirtschaftsrates er war. Später war er außerdem Vorstandsvorsitzender der Firma „Eitam“. Im Sechstagekrieg von 1967 war er mit der Jerusalem Brigade an der Eroberung Ostjerusalems beteiligt.
Seine politische Laufbahn begann er mit Wahl zum Mitglied der Knesset, in der er vom 13. Juni 1977 bis zum 21. November 1988 die Interessen der Cherut innerhalb des Likud vertrat und zuletzt Vorsitzender der Fraktion der Cherut war. Als Abgeordneter gehörte er zu den 23 Likud-Mitgliedern, die gegen das Camp-David-Abkommen stimmten und sprach sich für eine Aussiedlung der Palästinenser aus den besetzten Gebieten aus.
Am 18. Oktober 1983 wurde er als Nachfolger des zurückgetretenen Joram Aridor von Ministerpräsident Jitzchak Schamir zum Finanzminister ernannt und bekleidete dieses Amt bis zum 13. September 1984. Zuvor hat er Aridor, der ebenfalls ein Mitglied der Cherut war stark kritisiert. Innerhalb des Likud wurde seine Ernennung nicht nur wohlwollend aufgenommen, denn der Likud hätte andere Kandidaten bevorzugt. Während seiner Amtszeit gestaltete sich die Haushaltseinbringung schwierig wegen der hohen Inflation. In seinem Haushalt war kein weiterer Siedlungsausbau vorgesehen, was von der Gush Emunim nicht goutiert wurde. Er verteidigte sich und behauptete, dass der Siedlungsausbau während seiner Amtszeit schneller voranging als unter jedem anderen Finanzminister vor ihm. Trotz seiner Wiederwahl als Abgeordneter wurde er bei der Regierungsbildung nicht berücksichtigt und verlor sein Knessetmandat bei der Wahl 1988. Darauf war Cohen-Orgal von 1989 bis 1993 Verwaltungsrat der Bank Leumi.
Später wurde er Vorsitzender des Verwaltungskomitees des Universitätszentrum Ariel in Samarien in Judäa und Samaria, das sich selbst vom College zur Universität erhob, worauf das Justizministerium diese Selbsternennung wieder aufhob. Darüber hinaus war er Vorstandsmitglied der Telekommunikationsgesellschaft Bezeq. 2013 wurde ihm der Moskowitz-Preis verliehen, welcher verdiente Zionisten auszeichnet.

## Privates
Yigal Cohen-Orgad lebte in Ariel im von Israel besetzten Westjordanland. Eigentlich hieß er nur Yigal Cohen, doch fügte er dem Orgad bei, welches aus den Initialen seiner vier Kinder besteht, damit man ihn besser von einem gleichnamigen Politiker des Likud unterscheiden kann.